# Rallye Açores de 2013
O 48º SATA Rallye Açores foi a 4ª prova do Campeonato Europeu de Ralis (ERC) de 2013. A prova, em piso de terra, foi disputada como habitualmente na Ilha de S. Miguel e foi ganha pelo piloto checo Jan Kopecký num Škoda Fabia S2000. Ricardo Moura foi o melhor português ao terminar em 3º lugar da classificação geral, vencendo a prova a contar para a Taça Ouro de Ralis da FPAK.

## Resultados
| Pos. | Piloto                | Navegador               | Carro                    | Tempo     | Dif.     | Pontos |
| ---- | --------------------- | ----------------------- | ------------------------ | --------- | -------- | ------ |
| 1    | Jan Kopecký           | Pavel Dresler           | Škoda Fabia S2000        | 2:26:32.2 |          | 25+14  |
| 2    | Craig Breen           | David Moynihan          | Peugeot 207 S2000        | 2:27:04.4 | +32.2    | 18+12  |
| 3    | Ricardo Moura         | Sancho Eiró             | Škoda Fabia S2000        | 2:27:31.0 | +58.8    | 15+10  |
| 4    | Bruno Magalhães       | Nuno Rodrigues da Silva | Peugeot 207 S2000        | 2:29:09.8 | +2:37.6  | 12+7   |
| 5    | Jérémi Ancian         | Gilles De Turckheim     | Peugeot 207 S2000        | 2:29:59.6 | +3:27.4  | 10+7   |
| 6    | Robert Kubica         | Maciej Baran            | Citroen DS3              | 2:35:51.3 | +9:19.1  | 8+4    |
| 7    | Alessandro Bruschetta | Justin Baraini          | Subaru Impreza R4        | 2:41:29.6 | +14:57.4 | 6+1    |
| 8    | Luis Rego             | José Pedro Silva        | Mitsubishi Lancer Evo IX | 2:43:08.2 | +16:36.0 | 4      |
| 9    | Antonín Tlusťák       | Lukáš Vyoral            | Škoda Fabia S2000        | 2:44:14.3 | +17:42.1 | 2      |
| 10   | Marco Tempestini      | Dorin Pulpea            | Subaru Impreza R4        | 2:44:42.8 | +18:10.6 | 1      |

### Classificativas especiais
| Dia            | Especial | Nome                     | Distância | Hora  | Vencedor           | Tempo              | Vel. Média         | Lider Rali         |
| -------------- | -------- | ------------------------ | --------- | ----- | ------------------ | ------------------ | ------------------ | ------------------ |
| Dia 1 25 Abril | SS1      | Coroa da Mata 1          | 8,25 km   | 15:29 | Especial cancelada | Especial cancelada | Especial cancelada | Especial cancelada |
| Dia 1 25 Abril | SS2      | São Brás / Vila Franca 1 | 6,14 km   | 16:02 | Robert Kubica      | 4:51.1             | 75.9 km/h          | Robert Kubica      |
| Dia 1 25 Abril | SS3      | Lagoa 1                  | 7,91 km   | 16:52 | Robert Kubica      | 4:21.3             | 109.0 km/h         | Robert Kubica      |
| Dia 1 25 Abril | SS4      | Grupo Marques 1          | 2,20 km   | 17:20 | Robert Kubica      | 2:01.1             | 65.4 km/h          | Robert Kubica      |
| Dia 2 26 Abril | SS5      | Lagoa 2                  | 7,91 km   | 10:50 | Robert Kubica      | 4:14.8             | 111.8 km/h         | Robert Kubica      |
| Dia 2 26 Abril | SS6      | Batalha Golfe 1          | 7,86 km   | 11:14 | Robert Kubica      | 5:40.9             | 83.0 km/h          | Robert Kubica      |
| Dia 2 26 Abril | SS7      | Feteiras 1               | 7,54 km   | 12:04 | Jan Kopecký        | 5:45.0             | 78.7 km/h          | Robert Kubica      |
| Dia 2 26 Abril | SS8      | Sete Cidades 1           | 23,97 km  | 12:36 | Bernardo Sousa     | 18:29.4            | 77.8 km/h          | Jan Kopecký        |
| Dia 2 26 Abril | SS9      | Coroa da Mata 2          | 7,86 km   | 15:04 | Bernardo Sousa     | 7:13.2             | 65.3 km/h          | Jan Kopecký        |
| Dia 2 26 Abril | SS10     | Batalha Golfe 2          | 7,86 km   | 15:44 | Robert Kubica      | 5:42.7             | 82.6 km/h          | Jan Kopecký        |
| Dia 2 26 Abril | SS11     | Feteiras 2               | 7,54 km   | 16:34 | Craig Breen        | 5:58.6             | 75.7 km/h          | Jan Kopecký        |
| Dia 2 26 Abril | SS12     | Sete Cidades 2           | 23,97 km  | 17:06 | Especial cancelada | Especial cancelada | Especial cancelada | Jan Kopecký        |
| Dia 3 27 Abril | SS13     | Graminhais 1             | 20,82 km  | 09:21 | Jan Kopecký        | 16:08.3            | 77.4 km/h          | Jan Kopecký        |
| Dia 3 27 Abril | SS14     | Tronqueira 1             | 21,33 km  | 10:21 | Ricardo Moura      | 18:27.3            | 69.3 km/h          | Jan Kopecký        |
| Dia 3 27 Abril | SS15     | São Brás / Vila Franca 2 | 6,14 km   | 11:26 | Jan Kopecký        | 4:52.1             | 75.7km/h           | Jan Kopecký        |
| Dia 3 27 Abril | SS16     | Grupo Marques 2          | 2,20 km   | 12:33 | Robert Kubica      | 2:02.3             | 64.8 km/h          | Jan Kopecký        |
| Dia 3 27 Abril | SS17     | Lomba da Maia            | 8,27 km   | 15:14 | Jan Kopecký        | 5:37.9             | 88.1 km/h          | Jan Kopecký        |
| Dia 3 27 Abril | SS18     | Graminhais 2             | 20,82 km  | 16:06 | Jan Kopecký        | 15:50.0            | 78.9 km/h          | Jan Kopecký        |
| Dia 3 27 Abril | SS19     | Tronqueira 2             | 21,33 km  | 17:06 | Jan Kopecký        | 18:20.4            | 69.8 km/h          | Jan Kopecký        |